# علی‌محمد مؤمنی
علی‌محمد مؤمنی (زادهٔ ‎۲ بهمن ۱۳۱۵) کشتی‌گیر اهل ایران است. وی در وزن ۷۸ کیلوگرم کشتی بازی‌های المپیک تابستانی ۱۹۶۸ شرکت کرده و در رده چهارم قرار گرفته‌است. وی پدر عیسی مؤمنی است. 